# Conz
Conz (Ukkel, 23 januari 1977) is het pseudoniem van de Belgische striptekenaar Constantijn van Cauwenberge. Zijn jeugd in Leuven vormt de inspiratiebron van zijn vroegste albums. Tijdens zijn studies Beeldverhaal aan de Sint-Lukas hogeschool in Brussel publiceerde hij al in het striptijdschrift INK.
Conz was de stadstekenaar van Turnhout in 2006. In dat jaar maakte hij de tekstloze strip "De slag om Turnhout" en werd hij bij het grote publiek bekend door zijn deelname aan de quiz De Slimste Mens ter Wereld. Hij werkte mee aan Boemerang, dat in 2018 werd uitgegeven. 
In 2020 verscheen De haaienrots, een hommage van het gelijknamige Jommeke-album.
Conz' vader is de Vlaamse dichter, kunstenaar en radiopresentator Johan van Cauwenberge. 

## Albums
| Reeks         | Titel                              | Jaar | Uitgeverij | Varia                             |
| ------------- | ---------------------------------- | ---- | ---------- | --------------------------------- |
|               | Toen ik nog baas van de wereld was | 2004 | Oogachtend | Debuutprijs 2005 - Strip Turnhout |
| De Tweede Kus | 1. Ringo                           | 2005 | Oogachtend |                                   |
| De Tweede Kus | 2. Martha                          | 2006 | Oogachtend |                                   |
| De Tweede Kus | 3. Hanne                           | 2007 | Oogachtend |                                   |